# Juana Guarderas
Juana Guarderas Albuja (Quito, 24 de junio de 1964) es una actriz de teatro, cine y televisión ecuatoriana. Es directora del Patio de Comedias de Quito desde 1990.

## Biografía
Nació en Quito, el 24 de junio de 1964. Es hija de Raúl Guarderas Guarderas y María del Carmen Albuja. Vivió durante 11 años en Machachi. Es madre de dos hijos. Es vicepresidenta de la Asociación de Trabajadores del Teatro, y parte de la Asamblea de Artistas del Ecuador.

### Carrera actoral
Se inicia en la actuación a la edad de 17 años en el Patio de Comedias de Quito, con la obra La lección de la Luna. Estudió teatro en Estados Unidos, y obtuvo una licenciatura en Ciencias Internacionales. Ha participado en algunas obras, como La Marujita se ha muerto con leucemia, Monólogos de la Vagina, Diario íntimo de una adolescente y los filmes Entre Marx y una mujer desnuda, Un titán en el ring, Sé que vienen a matarme y María, llena eres de gracia. Participó en la serie ecuatoriana Dejémonos de vainas, además de ser parte del proyecto de comedia en Youtube, Enchufe TV.

## Reconocimiento
Fue premiada con la condecoración José Martínez Queirolo de la Casa de la Cultura Ecuatoriana, núcleo Guayas. En 2014, ganó la presea Rosa de Plata de revista Hogar, por su trayectoria de vida.